# 古正晴
古正晴（Ku Cheng-chin，1996年7月25日—）為台灣撞球運動員，畢業於正修科技大學，曾獲得2017年夏季世界大學運動會撞球比賽女子9號球單打金牌。

## 略歷
家中開設撞球館，因此從小由曾為舉重選手的父親指導球技。

## 經歷
- 高雄市立民族國民中學 - 高雄市立小港高級中學 - 正修科技大學

## 成績
- 2014年APBU亞洲青少年花式撞球錦標賽8強
- 2016年世界9球中國公開賽48強
- 2017年夏季世界大學運動會撞球比賽9號球單打金牌
- 2017年九里國際9號球錦標賽32強

## 外部連結
- 古正晴的Instagram帳戶